# Euphyia nigrescens
Euphyia nigrescens là một loài bướm đêm trong họ Geometridae.